# Cong Shan
En una onomàstica xinesa Cong es el cognom i Shan el prenom.
Cong Shan (xinès simplificat: 丛珊) (Pequín 1962 - ). Actriu de cinema i televisió xinesa.

## Biografia
Cong Shan va néixer el 19 de maig de 1962 a Pequín (Xina). Els seus pares eren tots dos famosos actors de kunqu de l'Escola del Nord de Kunqu (北方昆曲剧院). La seva mare Qin Xiaoyu (秦肖玉), especialitzada en papers dan (昆曲旦角), el seu pare Cong Zhaohuan (丛兆桓), especialitzat en papers xiaosheng (小生). Durant la Revolució Cultural, el seu pare va estar empresonat durant vuit anys, alliberat el 1975; la seva mare va ser assignada a una "escola de quadres" (干校), mentre que la seva germana gran va ser enviada a una granja al camp. Mentrestant, Cong Shan, que tenia quatre anys el 1966, va ser criada a Pequín per la seva àvia materna.
El 1981 va ingressar a l 'Acadèmia Central de Teatre de Pequín (中央戏剧学院), on va coincidir amb futurs actors i actrius com Jiang Wen (姜文), Lü Liping (吕丽萍) i  Liu Bin (刘斌) entre d'altres.

#### Carrera cinematogràfica
El 1982, quan encara estava al seu primer any a l'Acadèmia, el director Xie Jin la va triar per interpretar el paper principal femení a "牧马人" (The Horse Keeper). La pel·lícula va tenir un gran èxit i va guanyar el premi a l'excel·lència del Ministeri de Cultura i el premi a la millor pel·lícula del Jinji Jiang del 1983. Cong Shan, es va convertir en l'actriu protagonista del moment, i en una votació de 600.000 persones organitzada pel Journal of Chinese Youth (中国青年).报), és va situar entre les deu estrelles més estimades de la gran pantalla del moment.
El 1983, Xie Jin la va tornar a dirigir a "Qiu Jin" (秋瑾) on va interpretar el delicat paper de la minyona Xiurong (秀蓉). El 1984, Huang Jianzhong  li va oferir un dels papers principals, a la pel·lícula que estava preparant: "A Good Woman" (良家妇女), estrenada a 1985. La pel·lícula va guanyar premis internacionals com el Main Award al 25è Festival Internacional de Cinema de Karlovy Vary.

##### París
El 1987 amb una beca del govern francès va marxar a París, on hi va residir durant vuity anys. Va estudiar al Conservatori d'Art Dramàtic de París durant dos anys, després va obtenir una beca per a un tercer any, durant el qual va diversificar la seva formació amb cursos al Théâtre du Soleil, i a l'escola de teatre Cours Florent. Durant aquests anys va treballar al cinema i a la televisió: en el telefilm La Porte du ciel" de Denys Granier-Deferre el 1993, en el curtmetratge "Tour Eiffel" dirigit per Veit Helmer el 1994 i, el mateix any, a "La Piste du telegraphe" de  Liliane de Kermadec.
Durant la seva estada a França es va casar amb l'actor Shi Liang, amb qui va tenir un fill i del que es va divorciar al cap de tres anys. Més tard, el 1996,  es va casar amb el director Xiao Feng.

##### Taiwan i Hong Kong
El 1994 va anar a Taiwan on hi va rodar una pel·lícula i una sèrie de televisió. La pel·lícula és "A Dai" (阿呆), del director taiwanès Cai Yangming (蔡扬名) amb un guió de Wu Nien-ren (吳念真) és la història d'un home que abandona el seu poble i es converteix en el guardaespatlles d'un gàngster quan aquest se li diagnostica un tumor cerebral; Cong Shan interpreta l'esposa del gàngster.
En 62 episodis de 60 minuts, la sèrie de televisió que va rodar i el títol de la qual es pot traduir com "La comèdia de Cixi" (戏说慈禧. Dirigida per Fan Xiuming  i emesa a la televisió taiwanesa d'abril a juny de 1993, la sèrie descriu la vida de l' emperadriu Cixi des de l'adolescència fins a la seva mort en quatre parts: "Despertar d'un somni juvenil" (〈少女惊梦〉), " Lluites de la concubina del príncep” (王妃之争), “Grans canvis al cor del palau” (深宫巨变) i  “Crepuscle a l'illa imperial” (日落瀛),  Cong interpreta el paper de principi a fi.
A Hong Kong el 1994  treballar com a prensentadora del canal per satelit Hong Kong Phoenix Satellite TV i el 1995, va participar en la sèrie de televisió xinesa de Hong Kong "Fist of Fury" protagonitzada per Donnie Yen i Wan Qiwen, interpretant el paper de Qiqiao.

##### Retorn a la Xina
Després d'un primer rodatge l'any 2002, es va allunyar uns quants anys del cinema per tenir cura del seu fill. Va tornar el 2006 per aparèixer en 爱情呼叫转移, una pel·lícula de Zhang Tianya, una de les comèdies urbanes en què es va especialitzar, i que es va estrenar el febrer de 2007.
Després d'aquesta pel·lícula, va protagonitzar, al costat de Zhu Shimao, "A Room for Two" (两个人的房间), una pel·lícula de Lu Xuechang. La pel·lícula està dissenyada com una mena de seqüela de "The Horse Keeper", amb els mateixos dos intèrprets. Cong Shan interpreta una dona de mitjana edat, la filla de la qual ha anat a estudiar a l'estranger i el marit de la qual està totalment absorbit en la seva feina.
El 2007 va tornar a treballar amb el director  Zhang Tianya, i el  2008,  va protagonitzar una pel·lícula de la directora Ma Liwen, "Desires of the Heart" (桃花运). Després d'altres dues pel·lícules, Cong  va tornar a treballar amb Zhu Shimao per treballar en un petit paper en la primera pel·lícula d'aquest director , "Under the Influence" (戒烟不戒酒) del 2011.
En els darrrers anys Cong ha tingut dificultats en trobar papers al cinema adequats a la seva edat, però ha trobat oportunitats en el món de les sèries televisives.

## Filmografia

#### Cinema
| Any  | Títol xinès        | Títol anglès o francès | Paper               | Director              |
| ---- | ------------------ | ---------------------- | ------------------- | --------------------- |
| 1982 | 牧马人             | The Horse Keeper       | Li Xiuzhi           | Xie Jin               |
| 1983 | 秋瑾               | Xie Jin                | Xiurong             | Xie Jin               |
| 1985 | 良家妇女           | A Good Woman           | Yu Xingxian         | Huang Jianzhong       |
| 1992 | 阿呆               | Joe- Goody             | Sha Li              | Ulysses Au-Yeung Jun  |
| 1993 | 戏说慈禧           | La Comédie de Cixi     | Cixi                | Fan Xiuming           |
| 1993 |                    | La Porte du ciel       | Ling                | Denys Granier-Deferre |
| 1994 |                    | Tour Eiffel            | Shan                | Veit Helmer           |
| 1994 |                    | La Piste du télégraphe | Shan                | Liliane de Kermadec   |
| 2002 | 背水一战           | Last Stand             |                     | Xiao Rong             |
| 2007 | 爱情呼叫转移       | Call for Love          | Mare de Zhou Xinrui | Zhang Jianya          |
| 2008 | 两个人的房间       | Under One Roof         | Lin Xiao            | Lu Xuechang           |
| 2008 | 爱情左灯右行       | Fit Lover              | Mare de Xin         | Zhang Jianya          |
| 2008 | 桃花运             | Desires of the Heart   | Amiga de Ye         | Ma Liwen              |
| 2009 | 铁流1949           | Iron Stream 1949       |                     | Xiao Feng             |
| 2009 | 尋找微塵           | Tyni Dust, True Love   | Dona hospitalitzada | Shen Dong             |
| 2010 | 赣江在这拐了一个弯 |                        |                     | Ding Xiaoli           |
| 2011 | 亲家过年           | In-Laws New Year       | Liu Wenli           | Ye Weiming            |
| 2011 | 戒烟不戒酒         | Under the Influence    |                     | Zhu Shimao            |
| 2014 | 太平轮             | The Crossing           | Mare de Zhou Yunfen | John Wu               |
| 2017 | 6年 6天            | Six Years, Six Days    | Cong                | Shen Dong             |
| 2021 | 我的青春有个你     | To Be with You         |                     | Sun Rui               |
| 2022 | 三个十年           | Three Decades          |                     | Xu Tong               |

#### Televisió
| Any  | Títol xinès  | Títol anglès               |
| ---- | ------------ | -------------------------- |
| 1985 | Xu Beihong   |                            |
| 2001 |              | Younth Fairy Tale          |
| 2002 |              | Hero Time                  |
| 2004 |              | Western Land               |
| 2005 |              | Rive Song                  |
| 2007 | Wang Zhaojun |                            |
| 2008 |              | Expressway of First Empire |
| 2011 |              | Modern New Mankind         |
| 2012 |              | Smart Little Kong Kong     |
| 2018 | 半生缘       | Eighteen Springs           |
| 2021 | 当家主母     | Marvelous Women            |
| 2023 | 战火中的青春 | Youyh in the Flames of War |